# Henry Isaac
Henry Isaac, noto anche come Henry Nwosu (Owerri, 14 febbraio 1980), è un ex calciatore nigeriano, di ruolo attaccante.

## Carriera

### Club
Isaac giocò per l'Iwuanyanwu, per i tedeschi dell'Eintracht Francoforte, nel Waldhof Mannheim, del St. Pauli e per i greci del Veria. Passò poi ai norvegesi del Sandefjord, per cui esordì nella Tippeligaen il 6 agosto 2006, quando sostituì Andreas Tegström nel pareggio per 2-2 contro il Tromsø.
Giocò poi per gli islandesi del Fram Reykjavík. Dopo un'esperienza al Neuburg, si trasferì ai maltesi dei Vittoriosa Stars, degli Sliema Wanderers e dello Xagħra United. Militò poi nelle file degli ungheresi del Siófok, prima di tornare ai Vittoriosa Stars.

### Nazionale
Conta 2 presenze per la Nigeria.